# Хайнце, Эрик
Эрик Хайнце (р. 1961 г.) — профессор права и гуманитарных наук в Школе права королевы Марии Лондонского университета . Он внес значительный вклад в области философии права, теории правосудия, юриспруденции и прав человека . Также он внёс вклад в развитие междисциплинарного направления исследований «право и литература».

## Социальная и правовая теория
В своей книге «Признание: Возвышение критической теории и будущее левых» Эрик Хайнце утверждает, что политические прогрессисты настаивают на критическом осмыслении западной истории, но не применяют те же критические методы к историилевого движения. В интервью Национальному общественному радио Хайнце отметил, что его задачей не было «определить» левых, а выявить «доминирующие тенденции», которые влияли на левую политику и активизм. В статье для The New York Post он отметил, что левым следует пересмотреть так называемую «политику памяти», которая часто ассоциируется с прогрессистским движением. В своей статье колумнист Irish Times задаётся вопросом, можно ли считать, что Хайнце использует тактику «вотабаутизма» (Whataboutery), акцентируя внимание на преступлениях левых, тем самым отвлекая внимание от нарушений, совершаемых правыми. По мнению рецензента датской газеты Berlingske, Хайнце не призывает «прогрессистов прекратить заниматься критической теорией или отменить политику разнообразия, квир-теорию или феминизм», а cчитает, что им нужен «новый способ это делать».
В своём исследовании «Концепция несправедливости» Хайнце подвергает тщательному анализу то, что он обозначает как «классический» подход в теории справедливости, охватывающий временной промежуток от философского наследия Платона до исследований Джона Ролза. Автор утверждает, что классические представители теории справедливости развивают свои концепции, отталкиваясь от представлений о «несправедливости», при этом опираясь на предположение о том, что категории «справедливость» и «несправедливость» представляют собой логические антиподы. Хайнце подвергает критическому рассмотрению этимологическую сущность термина «несправедливость» в контексте как античной, так и современной западной языковой традиции, квалифицируя его как чисто случайное этимологическое явление. В пределах конвенциональных, предварительно заданных контекстов, где некритически принимаются определённые нормативные установки, категории «справедливость» и «несправедливость» действительно функционируют как взаимоисключающие оппозиции. Однако за пределами этих нормативных рамок характер взаимоотношений между двумя категориями приобретает более сложный и многозначный характер, требующий более глубокого и всестороннего анализа.
Для преодоления этой устойчивой методологической ошибки, Хайнце выдвигает концепцию «постклассической» теории справедливости, прибегая к литературным текстам в качестве иллюстративного материала. Данное исследование продолжает его ранние публикации в журнале «Право и литература». В своей статье, опубликованной в журнале «Law & Critique», феминистская исследовательница Адриан Хоув анализирует новаторский подход Хайнце к применению критической теории в интерпретации произведений Уильяма Шекспира. Обращаясь к пьесе «Комедия ошибок», Хоув отмечает, что вплоть до XX века многие учёные считали, что Шекспир не мог вкладывать серьёзную социально-правовую критику в столь поверхностное произведение. Хайнце, по словам Хоув, выявляет целый спектр социально-правовых оппозиций: хозяин — слуга, муж — жена, коренной житель — чужак, родитель — ребёнок, монарх — парламент, покупатель — продавец. Пьеса, как утверждает Хайнце, использует категории «комедии» и «ошибок» для осмысления проблемных социально-правовых отношений, которые базируются на традиционных, но трансформирующихся моделях социально-правового доминирования и подчинения. Хоув добавляет, что, согласно интерпретации Хайнце, в пьесе подвергается сомнению точка зрения привилегированного мужчины. В «Концепции несправедливости» Хайнце развивает эти идеи, подвергая ревизии классические теории справедливости от Платона до Джона Ролза и ставя под вопрос их основополагающее предположение о якобы существующей логической оппозиции между категориями «справедливость» и «несправедливость».

## Свобода слова
В области прав человека Хайнце часто критикует западноевропейскую традицию ограничения свободы слова, воплощённую запретах на так называемую «риторику ненависти». Хайнце утверждает, что современная демократия располагает более эффективными и легитимными способами борьбы с социальной нетерпимостью, не прибегая к ограничению речи в публичной сфере. По мнению эксперта по свободе слова Эрика Барендта, Хайнце выявляет дополнительные проблемы согласованности в запретах на разжигание ненависти. Барендт пишет, что, согласно критике Хайнце, «такие запреты часто оправдываются как необходимые для предотвращения дискриминации в отношении целевых расовых или других групп. Но на самом деле они сами дискриминируют между группами, защищёнными законами о риторике ненависти (расовые, этнические, религиозные группы и сексуальные меньшинства), и теми, кто остаётся незащищённым (иные социальные группы, люди с отклонениями физического и ментального развития, транссексуалы)».
В своей работе «Разжигание ненависти и демократическое гражданство» Хайнце анализирует современные дискуссии о правомерности опасной, провокационной или оскорбительной речи. Автор признаёт, что в определённых условиях некоторые демократии могут быть настолько нестабильными, что им требуются введение запретов на высказывания подобного рода. Однако демократия, которая преодолела определённый порог развития и трансформировалась в то, что Хайнце называет «долговечной, стабильной и процветающей демократией» (LSPD), вправе ограничивать свободу выражения в публичном дискурсе лишь выборочно, при соблюдении строгих критериев, поддающихся независимой проверке, в исключительных условиях «чрезвычайного положения», представляющего угрозу национальной безопасности. Хайнце подчёркивает, что подобные ограничения должны вводиться исключительно в рамках исключительных обстоятельств и напоминает о необходимости тщательного общественного контроля.
Хайнце признает, что риторика ненависти привела к насилию в Руанде, Веймарской республике, Югославии в период после окончания холодной войны и иных более слабых демократиях. Однако ни одна из них, по его мнению, не была LSPD. Полноценные демократии, напротив, имеют более легитимные и эффективные способы борьбы с насилием и дискриминацией, не требующие наказания лиц, придерживающихся провокационных взглядов.По мнению Лесли Абделы, «центральное место в модели LSPD занимает то обстоятельство, что западные демократические государства заняли моральную и символическую позицию — не всегда идеально или без противоречий, но, безусловно, не просто на словах. Меры, включая законы о недопущении дискриминации, плюралистическое начальное образование (и запреты на индивидуальное преследование, домогательство или "провокационные слова"), передают моральные и символические посылы государства против нетерпимости или насилия».
В работе «Самое человеческое право: Почему свобода слова — это Всё» Хайнце выдвигает аргумент о том, что международно признанные права человека оказались несостоятельными отчасти из-за институциональных неспособностей провести различие между правами человека и человеческими благами. Автор утверждает, что многие традиции на протяжении истории признавали основополагающие человеческие блага. Поэтому, если права человека должны выполнять особую функцию, они должны не просто повторять эти блага, а выполнять более значимую функцию. Подвергая критическому анализу концепцию права, Хайнце доказывает, что только посредством свободы слова человеческие блага могут стать объектами прав человека. Из этого автор делает вывод, что вне демократического контекста концепция прав человека теряет свою значимость и, в лучшем случае, сводится к концепции человеческих благ.
В своей регулярной колонке «Немыслимое» для Irish Times колумнист Джо Хамфрис излагает позицию Хайнце следующим образом: «Если отсутствует достаточная демократическая среда, то то, что вы стремитесь определить как „право“, на деле является лишь „благом“, то есть чем-то желательным, что правительство может предоставить или не предоставить».
Рассматривая книгу на сайте шведского издания Dixicon, международный эксперт по правам человека Ханс Ингвар Рот отмечает: «Также неслучайно, что многие авторитарные лидеры на протяжении истории уделяли первостепенное внимание именно этому праву прежде, чем начинали подвергать угрозе иные права».

## Политика международного права в области прав человека
Критика Хайнце международного права и институтов выходит за рамки конкретных вопросов свободы слова и сексуальности. В других работах он исследует, как межправительственные и неправительственные организации становятся политизированными, тем самым не выполняя собственные заявленные задачи. По словам Розы Фридман, Хайнце объясняет, как государства-члены Совета ООН по правам человека, а также его предшественника, Комиссии ООН по правам человека, использовали блоковое голосование для обеспечения укоренившегося и системного «отвлечения» внимания от самых тяжёлых нарушений прав человека.
В отличие от авторов, выступающих за политический компромисс и постепенные подходы, Хайнце утверждает, что критерий универсального беспристрастного применения норм и стандартов по своей сути присущ любому понятию прав человека. Он также подчеркивает, что, поскольку права человека призваны применяться универсально ко всем государствам, независимо от политической системы, они по определению никогда полностью не удовлетворяют требованиям демократического государства.
В своей книге «Самое человеческое право» Хайнце утверждает, что понятие прав человека стало настолько размытым в международном праве и трактованиях межправительственных организаций, что практически потеряло свой изначальный смысл. Хайнце считает, что правительства и международные организации не смогли адекватно различать понятие прав человека и понятие человеческих благ. Многие вещи являются благами, такие как отсутствие пыток или доступ к достаточному питанию, но эти блага проявляются как объекты прав человека только тогда, когда граждане могут открыто и откровенно агитировать за них, включая доступ к возможности критиковать собственные власти. В противном случае мы остаёмся, в лучшем случае, с ничем иным, как управленческими режимами человеческих благ, монополизированными государством, которые, по мнению Хайнце, являются полной противоположностью режимам прав человека, направляемых гражданами.

## Карьера
После получения лицензии и магистратуры Парижского университета Хайнце поступил в качестве стипендиата DAAD в Свободный университет Берлина . Он получил степень доктора права в Гарвардской школе права и, получив стипендию Фулбрайта в Утрехтском университете, получил степень доктора права в Лейденском университете.
Среди прочих наград Хайнце — гранты Фонда Наффилда, стипендия Шатобриана (предоставленная Министерством образования Франции), стипендия Шелдона (Гарвардская школа права), грант Андреса на общественный интерес (Гарвардская школа права) и стипендия по правам человека К. Клайда Фергюсона (Гарвардская школа права).
До своего назначения в Лондонский университет Хайнце завершил работу в Международной комиссии юристов в Женеве и Административном трибунале Организации Объединенных Наций в Нью-Йорке. Хайнце консультировал правозащитные организации Amnesty International, Liberty и Media Diversity Institute.  Он также входит в состав редакционной коллегии Международного журнала по правам человека и входит в состав консультативных советов Rivista Italiana di Filosofia Politica (журнал Итальянского общества политической философии) (с 2021 г. по настоящее время), Heliopolis: Culture Civiltà Politica (с 2020 г. по настоящее время) и University of Bologna Law Review (с 2018 г. по настоящее время).

## Публикации
Хайнце является автором нескольких книг по теории права и философии, в том числе:
- Сексуальная ориентация: Право Человека (Sexual Orientation: A Human Right ) (Kluwer 1995) (перевод на русский язык, Идея-Пресс, Москва 2004)
- Of Innocence and Autonomy: Children, Sex and Human Rights (editor, Ashgate 2000 / Routledge 2017)
- The Logic of Liberal Rights (Routledge 2003 / Routledge 2017)
- The Logic of Equality (Ashgate 2003 / Routledge 2017)
- The Logic of Constitutional Rights (Ashgate 2005 / Routledge 2017)
- The Concept of Injustice (Routledge 2013)
- Hate Speech and Democratic Citizenship (Oxford University Press 2016)
- The Most Human Right: Why Free Speech is Everything (The MIT Press, 2022)
- Coming Clean: The Rise of Critical Theory and the Future of the Left (The MIT Press, 2025)